# Triana (Sevilha)

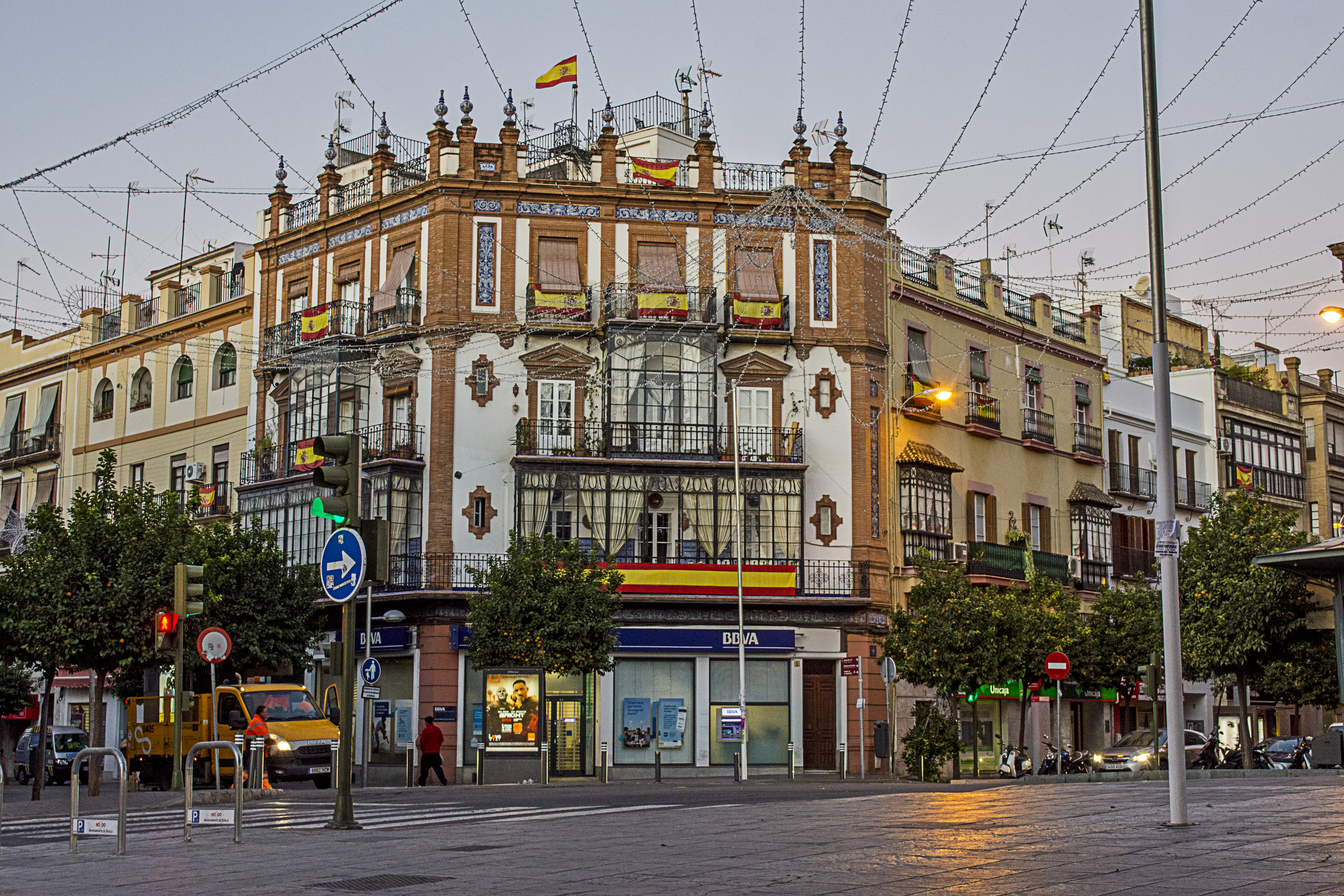
Plaza del Altozano, no bairro de Triana, em Sevilha.

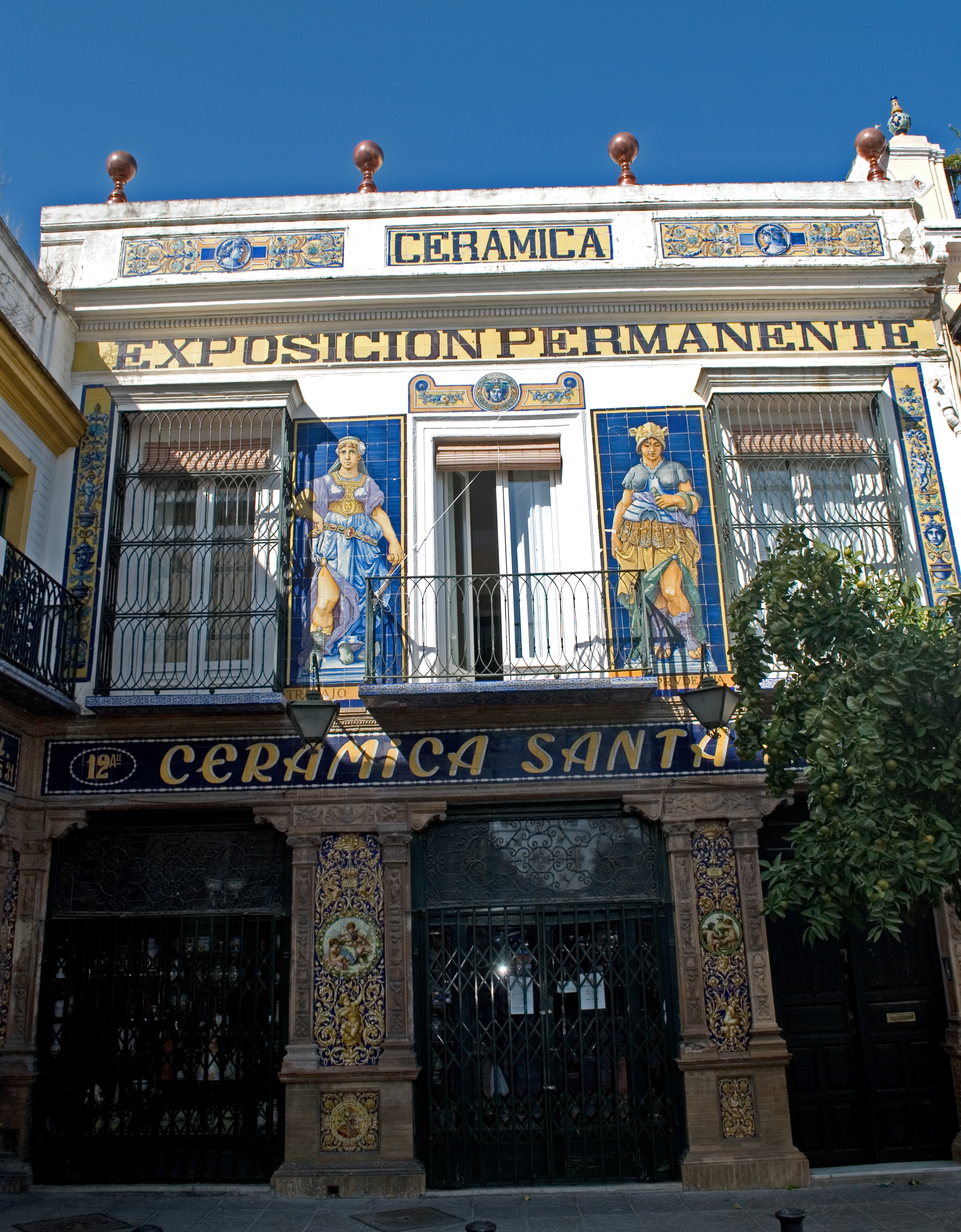
Cerâmicas Santa Ana, tradicional fábrica de cerâmica, que será o Museu de Cerâmica de Sevilha

Triana é um bairro típico de Sevilha, junto ao rio Guadalquivir, atualmente é um dos onze distritos da cidade. 
É tradicionalmente associado ao flamenco, à marinha das Indias, à cerâmica, aos ciganos, mulatos e judeus conversos com a presencia da sede central da Inquisição, e posteriormente associada ao desenvolvimento industrial no século XIX e principios do XX. Atualmente se tornou um dos locais mais exclusivos e caros da cidade. Fica junto ao centro histórico e é muito visitado pelos turistas, dado que a sua arquitetura tradicional, e as casas de tablao, flamenco e sevilhanas constituem pontos de interesse.

## Monumentos e pontos de interesse
- Iglesia de Santa Ana, paróquia de 1280, a mais antiga da cidade e fundada por ordem de Afonso X de Leão e Castela.
- Iglesia de San Jacinto, do arquiteto Matías de Figueroa, data de 1775.
- Convento de San Jacinto, de 1676, da Ordem dos Pregadores.
- Restos do Castillo de San Jorge localizado debaixo do Mercado de Triana, na Plaza Altozano. Foi sede da Inquisição a partir de 1481.
- Ponte de Triana, nome popular da Ponte Isabel II sobre o Guadalquivir, data de 1845 a 1852; projeto de Gustavo Steinacher e Ferdinand Bennetot.
- Cerámica Santa Ana, localizada na Calle San Jorge, antiga fábrica de cerâmica, desde 1870.
- Iglesia de la O
- Esperanza de Triana - na Calle Pureza e especialmente popular na Semana Santa.
- Museo de la Cerâmica Santa Ana.